# Nichts ohne Grund
Nichts ohne Grund ist ein 1991 erschienenes Musikalbum der Gruppe Pur.

## Entstehung und Veröffentlichung
Das 1990 erschienene Album Unendlich mehr hatte für die Gruppe Pur zur ersten Chartplatzierung ihrer Karriere geführt und sich bis Juli 1991 rund 150.000 Mal verkauft. Pur begannen, über den Stuttgarter Raum hinaus bekannt zu werden, auch wenn ihr Bekanntheitsgrad im Norden deutlich höher war als im Süden Deutschlands.
Die Produktion des neuen Albums Nichts ohne Grund nahm ca. 3,5 Monate in Anspruch und erfolgte in Deutschland sowie in Los Angeles. Einige Sequenzen des Albums wurden von den Musikern Jerry Hey, Dan Higgins, Gary Grant und Bill Reichenbach eingespielt. Abgemischt wurde das Album 1991 unter anderem in Nashville.
Bereits im Juni 1991 wurde mit Lena die erste Single des Albums vorausgekoppelt, die sich auf Platz 50 der deutschen Single-Charts platzieren konnte und so der erste Charteinstieg einer Pur-Single überhaupt wurde. Nichts ohne Grund wurde am 22. August 1991 veröffentlicht und erreichte Platz 13 der deutschen Album-Charts. Zwei Tage nach Erscheinen des Albums wurde die Platte Freunden und der Presse in kleinem Rahmen auf Schloss Kleiningersheim präsentiert.
Ab Herbst 1991 gingen Pur auf Deutschlandtournee: Tourauftakt war am 14. Oktober 1991 im Scala Ludwigsburg. Im Rahmen der Album-Tour entstand die Platte Pur Live, die 1992 erschien und ein Millionenseller wurde. EMI legte Nichts ohne Grund 2002 neu auf, wobei das Album um vier Live-Titel und einen Audio-Kommentar erweitert wurde.

## Titelliste
| Nr. | Titel                                                          | Autor(en)                                | Produzent(en) | Länge |
| --- | -------------------------------------------------------------- | ---------------------------------------- | ------------- | ----- |
| 1   | Lena                                                           | Hartmut Engler, Ingo Reidl               | Dieter Falk   | 4:30  |
| 2   | Lied für die Vergessenen                                       | Hartmut Engler, Ingo Reidl               | Dieter Falk   | 4:43  |
| 3   | Kein Krieg                                                     | Hartmut Engler, Ingo Reidl               | Dieter Falk   | 5:14  |
| 4   | Nichts ohne Grund                                              | Hartmut Engler, Ingo Reidl               | Dieter Falk   | 4:04  |
| 5   | An so ’nem Tag                                                 | Hartmut Engler, Ingo Reidl               | Dieter Falk   | 4:51  |
| 6   | Kowalski III                                                   | Hartmut Engler, Ingo Reidl, Roland Bless | Dieter Falk   | 3:01  |
| 7   | Mein Freund Rüdi                                               | Hartmut Engler, Ingo Reidl               | Dieter Falk   | 4:29  |
| 8   | Weißt du noch                                                  | Hartmut Engler, Ingo Reidl               | Dieter Falk   | 4:16  |
| 9   | Im letzten Regen                                               | Hartmut Engler, Ingo Reidl               | Dieter Falk   | 5:04  |
| 10  | Ohne dich                                                      | Hartmut Engler, Ingo Reidl               | Dieter Falk   | 3:31  |
| 11  | Geweint vor Glück                                              | Hartmut Engler, Ingo Reidl               | Dieter Falk   | 3:48  |
|     | 2002 Digitally Remastered Re-Release von EMI / Universal Music |                                          |               |       |
| 12  | Weißt du noch (live)                                           | Hartmut Engler, Ingo Reidl               | Dieter Falk   | 5:24  |
| 13  | Mein Freund Rüdi (live)                                        | Hartmut Engler, Ingo Reidl               | Dieter Falk   | 5:30  |
| 14  | Im letzten Regen (live)                                        | Hartmut Engler, Ingo Reidl               | Dieter Falk   | 5:12  |
| 15  | Kowalski III (live)                                            | Hartmut Engler, Ingo Reidl, Roland Bless | Dieter Falk   | 5:07  |
| 16  | Nichts ohne Grund (Audio-Kommentar)                            |                                          |               | 5:25  |

## Rezeption
Die Stuttgarter Zeitung befand, dass man das Album mehrfach hören müsse, „um es richtig zu mögen“. Positiv hervorgehoben wurden die Lieder Lena („melodisch hübsche[s] Liebeslied“), Kowalski III und Kein Krieg („ein Song, bei dem Melodie, Text und Dramaturgie stimmen: ein Klassesong“). Pur sei im Vergleich zum Vorgängeralbum rockiger geworden. Der Musikexpress konstatierte, dass Pur auf dem schmalen Grat zwischen Kitsch und Kunst balanciere, wobei die Texte voller Platitüden seien. Dennoch wirke Hartmut Englers „markanter Preßgesang […] selbst bei geballter Moralistenfaust noch glaubwürdig“.

## Auszeichnungen
Für mehr als 250.000 verkaufte Einheiten erhielt Nichts ohne Grund 1994 eine Goldene Schallplatte. Pur gewannen für ihr Album zudem den Preis der deutschen Schallplattenkritik; Hartmut Engler erhielt 1991 den Fred-Jay-Preis für besondere Leistungen als deutschsprachiger Liedtexter.